# Villa Giovannina
Villa Giovannina è una villa situata a Villorba in provincia di Treviso.
Si trova all'angolo sud-est del trafficato incrocio fra la Pontebbana, via Marconi e via della Libertà, di fronte alla ottocentesca Villa Zoppetti.

## Architettura
La villa è stata edificata in stile neorinascimentale; è finemente decorata all'interno, con dipinti e affreschi ricchi di sfarzo e dettagli, in particolare il salone del primo piano. Annessa alla villa è presente una barchessa neogotica, originariamente adibita a scuderie e rimesse, che include una piccola cappella a est, oggi sconsacrata e usata per matrimoni; tra le bifore del lato ovest compare l'incisione "L. Zabeo Arch. eresse." 
Attorno alla villa v'è un parco all’italiana di 15 000 metri quadrati, che ospita una certa varietà di specie arboree (lecci, ligustro del Giappone, platani), tra le quali dei secolari cedri dell'Himalaya.

## Storia
La villa deve il suo nome a Giovanna Minto (1839-1912), moglie del nobile triestino cavalier Giovanni Uccelli (1842-1913), che la commissionarono all’architetto Luigi Zabeo nel 1881. Nel tempo è stata tenuta da molteplici proprietari che la utilizzarono principalmente come casa di villeggiatura, tra cui gli Olivotti che nel 1928 ne promossero un primo restauro.
Dal 2006 l'immobile è stato acquisito al patrimonio del Comune di Villorba, che ha affidato il restauro e successivamente l'ampliamento all'architetto Dario Frosi con Mariapia Bellis, sotto il diretto controllo della Soprintendenza per i Beni Architettonici e Ambientali del Veneto Orientale. Ospita alcuni uffici comunali.
Dal 15 dicembre 2018 il primo piano della barchessa della Villa ospita la Biblioteca Comunale, che raccoglie circa 21 000 volumi, mentre il piano terra è occupato da una sala polifunzionale per mostre ed eventi e da un bistrot.